# 51-es villamos (Budapest)
A budapesti 51-es jelzésű villamos a Mester utca / Ferenc körút és a Nagysándor József utca között közlekedik a munkanapi csúcsidőszakokban. Egyéb időszakokban 51A jelzéssel a Mester utca / Ferenc körút és a Koppány utca között közlekedik. A viszonylatot a Budapesti Közlekedési Zrt. üzemelteti.
A villamosvonal a 2008-as paraméterkönyv bevezetéséig a 30-as, 2011 áprilisáig pedig a 21-es jelzést viselte. Az 51-es számjelzéssel az 1983-ban megszűnt bivalyréti villamost (Nagyvárad tér – Használtcikk piac – Pestszentimre) jelölték.

## Története
Itt csak a 30-as villamoscsalád története olvasható. Ha a 21-es villamoscsalád története is érdekel, lásd a 21-es villamosnál, illetve ha az 51-es villamoscsalád története is érdekel, lásd az 51-es villamosnál!
A BHÉV 1907. június 7-én új erzsébetfalvi járatot indított, mely a Gyár utca – Ónodi utca – Erzsébet utca – Pöltenberg utca – Vörösmarty utca – Hunyadi utca – Kmetty utca – Ónodi utca – Erzsébetfalva állomás útvonalon közlekedett körjáratként. A vonal 1914-ig a Székely híd – Vezér utca – Előd utca – Pacsirtatelep – Vörösmarty utca útvonalon hosszabbodott meg.
A BVVV ennek hatására 1910-ben új viszonylatot indított a Ferenc körúttól Erzsébetfalvára, a Piac térig (Szent Erzsébet tér) a 18-as villamos mellé. 1918-ban a 30-as vonalát a Vezér utcán át meghosszabbították, körforgalmi járat lett, végállomását a Boráros térhez helyezték át. 1919-től ismét a régi útvonalán járt. 1921. augusztus 11-étől a BSzKRt bevonta az éjszakai járatok közé a 30-ast is, mely igazából csak üzemidő hosszabbítást eredményezett: a Boráros tértől 23:23-kor és 0:29-kor, illetve a Piac tértől 22:50-kor és 23:56-kor is indult villamos.
1936. október 26-ától a villamos végállomása (ismét) a Boráros tér lett, illetve útvonala jelentősen módosult: a Mester utca helyett a Soroksári úton közlekedett, majd innen a Vágóhídi kocsiszínen át jutott ki a Gubacsi útra, ahonnan folytatta útvonalán Pestszenterzsébetre. Visszafelé útvonala a Koppány utcáig nem változott, innentől azonban a Közvágóhíd – Tóth Kálmán utca – Haller utca – Ipar utca – Boráros tér útvonalon járt.
A jobb oldali közlekedés bevezetésével 1940. október 25-étől módosult az erzsébeti útvonala: miután a szabótelepi és a Baross utcai hurkot elvágták egymástól, így a villamos ettől kezdve Gubacsi út – Határ út – Baross utca – Nagy Sándor utca – Erzsébet utca (a jelenlegi Ady Endre utca, illetve részben elbontott szakasza) – Határ út – Gubacsi út útvonalon járt. Az Erzsébet téri (volt Piac tér) végállomását megszüntették, új végállomása a Nagy Sándor utca (napjainkban Nagysándor József utca) és a Baross utca kereszteződése lett. 1944 novemberéig közlekedett, majd ideiglenesen megszűnt.
1945. május 19-én újraindult, ismét a megszűnése előtti útvonalat járta. 1951. április 30-ától a csepeli gyorsvasút megnyitásához kapcsolódó forgalmi változások következtében útvonala módosult, a Mester utca helyett a Markusovszky lejtőn és a Könyves Kálmán körúton haladt az Üllői úti kereszteződésig. 1954. október 4-étől a 30-as villamos reggel 7:30-ig, illetve a délutáni csúcsidőben (13:10–18:20), valamint szombat délután (12:00–16:30) a Pesterzsébet, Nagy Sándor utca és a Baross tér között szállított utasokat, ezzel kiváltva a Népliget – Baross tér útvonalon közlekedő 23A villamost. 1954. december 31-én a Népszínház utcai József körút végállomásig hosszabbodott. 1955. február 28-án elindult a 30A jelzésű viszonylat Pesterzsébet, Nagy Sándor utca és a MÁVAG Mozdonygyár között. 1956. október 1-jétől a 30A végállomása a Vajda Péter utca–Üllői út kereszteződése lett. A forradalom idején a 30–30A járatok közlekedése szünetelt, viszont a 30A már november 27-étől járt, igaz csak a Határ útig (napjainkban Gubacsi út / Határ út). 1957 elejétől a 30A villamos ismét a MÁV Gépgyárig közlekedett, illetve újraindult a 30-as, igaz rövidített útvonalon: a villamos csak Pesterzsébet és Népliget között járt, majd szeptembertől ismét a József körútig.
1959. november 21-én a 13-as villamos útvonalát Pesterzsébetig hosszabbították, ekkor a 30A viszonylat megszűnt, a 30-as ferencvárosi végállomását visszahelyezték a Mester utcába, míg Pesterzsébeten a Baross utcai helyett a szabótelepi hurokba került át az útvonala; a Mester utca és a József körút az újraindított 20-as pótolta. 1993-ban a Lágymányosi híd építése miatt elbontották a Markusovszky lejtőt és a Máriássy utcai hurokvágányt. 1994 novemberében a Mester utca és a Gubacsi út között a jelenlegi nyomvonalon indult újra és egyúttal Pesterzsébet, Pacsirtatelepig hosszabbították, ezzel "halálra ítélve" a 31-est, amely még kevesebb mint egy évig bírta. 2000. december 15-én újraindult a 30A villamos a Ferenc körút és a Könyves Kálmán körút között. 2005. július 4-én a 30-as Pesterzsébeten lerövidült, végállomása a Nagysándor József utca lett és a pacsirtatelepi hurok megkerülése nélkül közlekedik azóta.
A 2008-as paraméterkönyv bevezetésével a 30-as villamos számjelzését az akkori Nógrád Volán üzemeltetésében álló, azonos jelzéssel közlekedő 30-as busz miatt 21-esre változtatták. A 2011-es paraméterkönyv bevezetésével a 21-esből és a 21A-ból május 1-jétől 51-es és 51A lett, a régi Földváry utca megállóhely megszűnt, helyette az új Hentes utca megállónál áll meg.
2022. augusztus 13-ától szerepe a Jászai Mari tér és Pesterzsébet között közlekedő 2B viszonylat miatt jelentősen lecsökkent, kizárólag a munkanapokon indul.

## Járművek
A vonalon a 2001. október 1-ig Ganz UV típusok közlekedtek. Ezután a 2008-as paraméterkönyv bevezetéséig Ganz CSMG-k közlekedtek. Ekkor ezeket a korszerűsített KCSV–7-ek váltották. A 2011-es paraméterkönyv bevezetésével kerültek a vonalra a jelenlegi TW 6000 típusok.

## Útvonala
| Nagysándor József utca felé |
| Mester utca / Ferenc körút vá. – Mester utca – Könyves Kálmán körút – Gubacsi út – Határ út – Török Flóris utca – Szent Erzsébet tér – Török Flóris utca – Nagysándor József utca vá. |
| Mester utca / Ferenc körút felé |
| Nagysándor József utca vá. – Nagysándor József utca – Jókai Mór utca – Határ út – Gubacsi út – Könyves Kálmán körút – Mester utca – Mester utca / Ferenc körút vá.                    |

## Megállóhelyei
Az átszállási kapcsolatok között a Haller utca / Mester utca és a Nagysándor József utca között azonos útvonalon közlekedő 2B villamos, valamint a Mester utca / Ferenc körút és Koppány utca között közlekedő 51A betétjárat nincs feltüntetve.
| 0  | Mester utca / Ferenc körút végállomás | 30 | 4, 6                                             |
| 1  | Bokréta utca                          | 28 |                                                  |
| 2  | Ferencvárosi rendelőintézet           | ∫  | 281                                              |
| 4  | Haller utca / Mester utca             | 26 | 281 23, 24                                       |
| 5  | Vágóhíd utca                          | 25 | 281                                              |
| 7  | Mester utca / Könyves Kálmán körút    | 23 | 281 1                                            |
| 9  | Koppány utca                          | 20 | 630, 631, 632, 635, 636, 653, 654, 655, 659, 661 |
| 10 | Hentes utca                           | 19 |                                                  |
| 11 | Magyar Aszfalt                        | 18 |                                                  |
| 12 | Kén utca                              | 17 |                                                  |
| 13 | Illatos út                            | 16 | 54, 55                                           |
| 14 | Timót utca                            | 15 |                                                  |
| 15 | Fegyvergyár utca                      | 14 |                                                  |
| 18 | Gubacsi út / Határ út                 | 13 | 119, 166, 223E 3                                 |
| 20 | Török Flóris utca                     | ∫  | 119, 166, 223E 52                                |
| 21 | János tér                             | ∫  | 119, 166, 223E 52                                |
| 23 | Kossuth Lajos utca                    | ∫  | 35, 66, 66B, 119, 148, 166, 223E, 224, 224E 52   |
| ∫  | Ősz utca                              | 11 | 3, 52                                            |
| ∫  | Jókai Mór utca / Határ út             | 9  | 3, 52                                            |
| ∫  | Thököly utca                          | 7  | 52                                               |
| ∫  | Kossuth Lajos utca                    | 5  | 66, 66B, 148, 224, 224E 52                       |
| ∫  | Szabótelep                            | 4  | 151, 224, 224E 52                                |
| ∫  | Vécsey utca                           | 2  | 52                                               |
| ∫  | Szent Imre herceg utca                | 1  | 35, 151 52                                       |
| 24 | Nagysándor József utca végállomás     | 0  | 35, 151 52                                       |

## Képgaléria

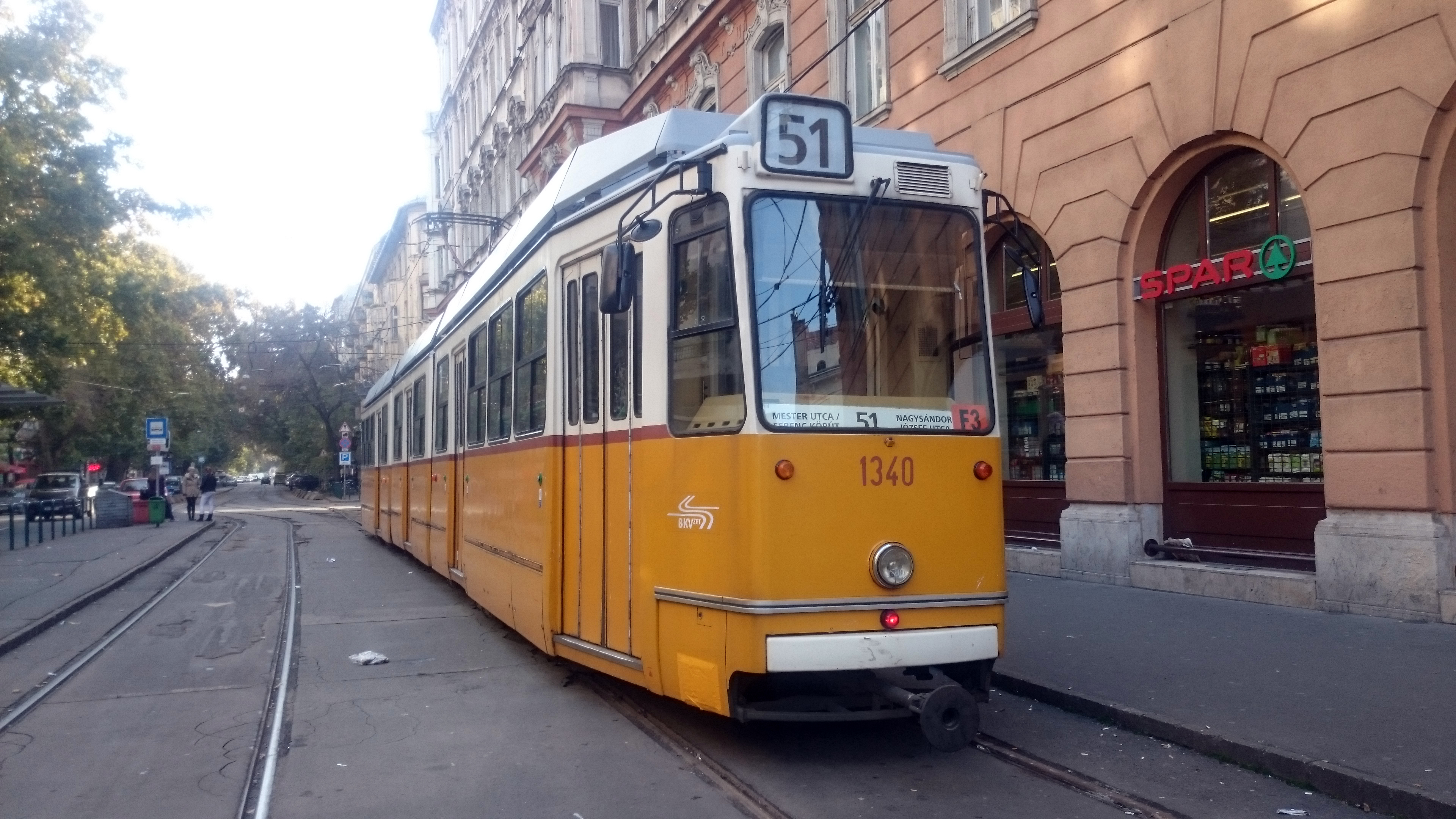
Ganz KCSV–7 villamos a Mester utcában
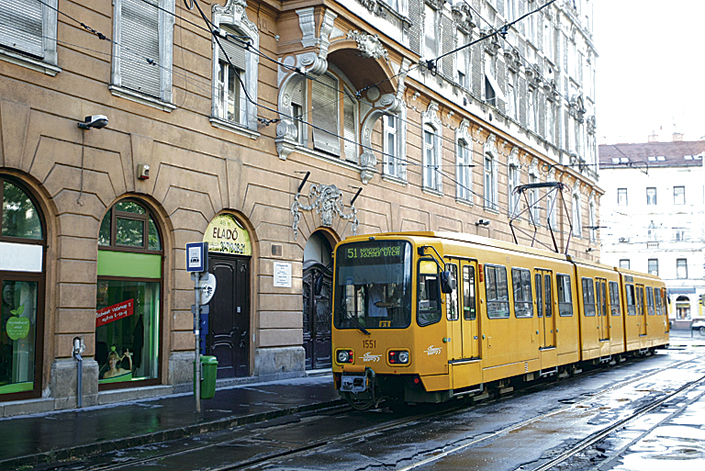
TW 6000 villamos a Mester utcában
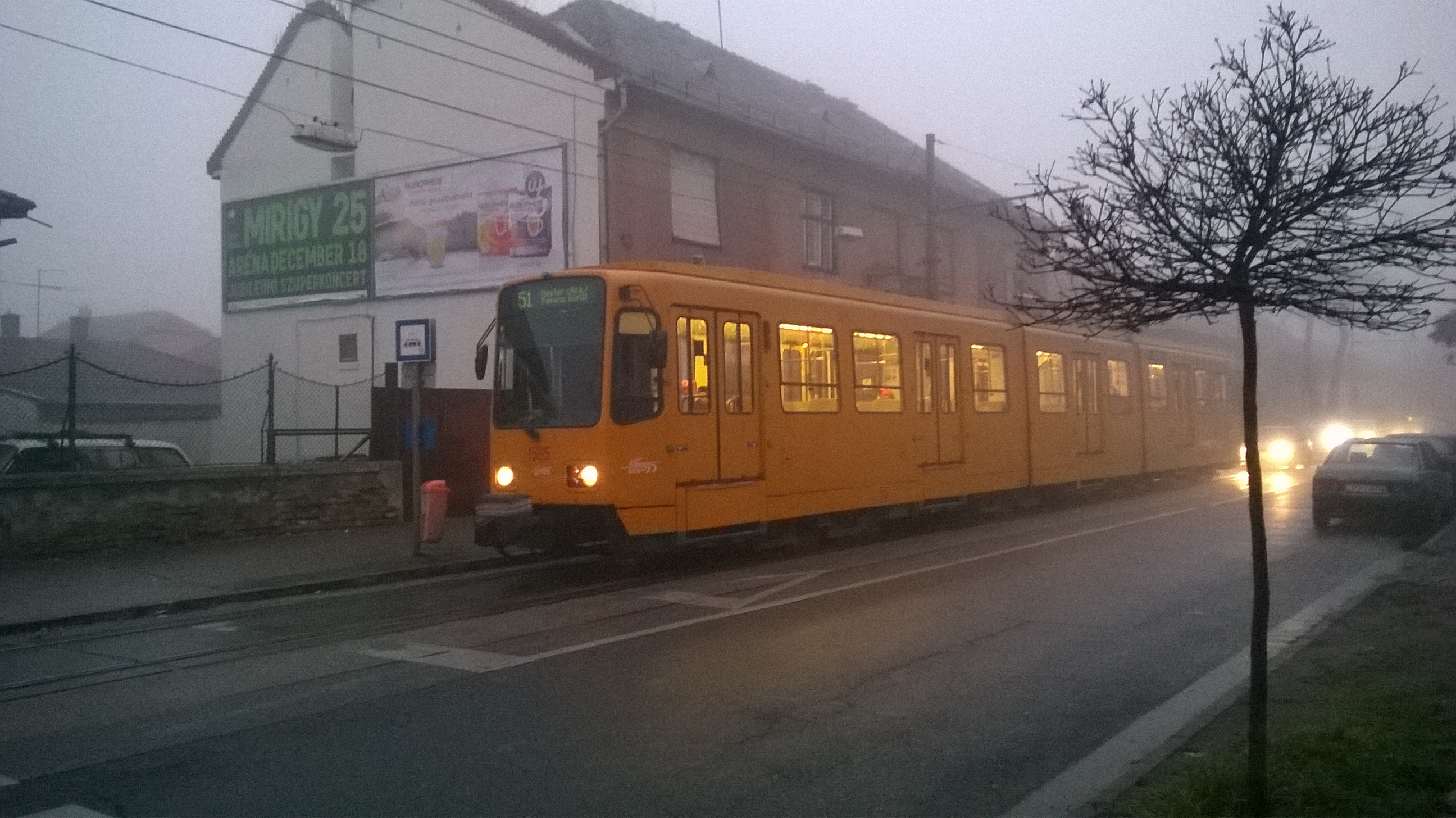
TW 6000 villamos a Jókai Mór utcában
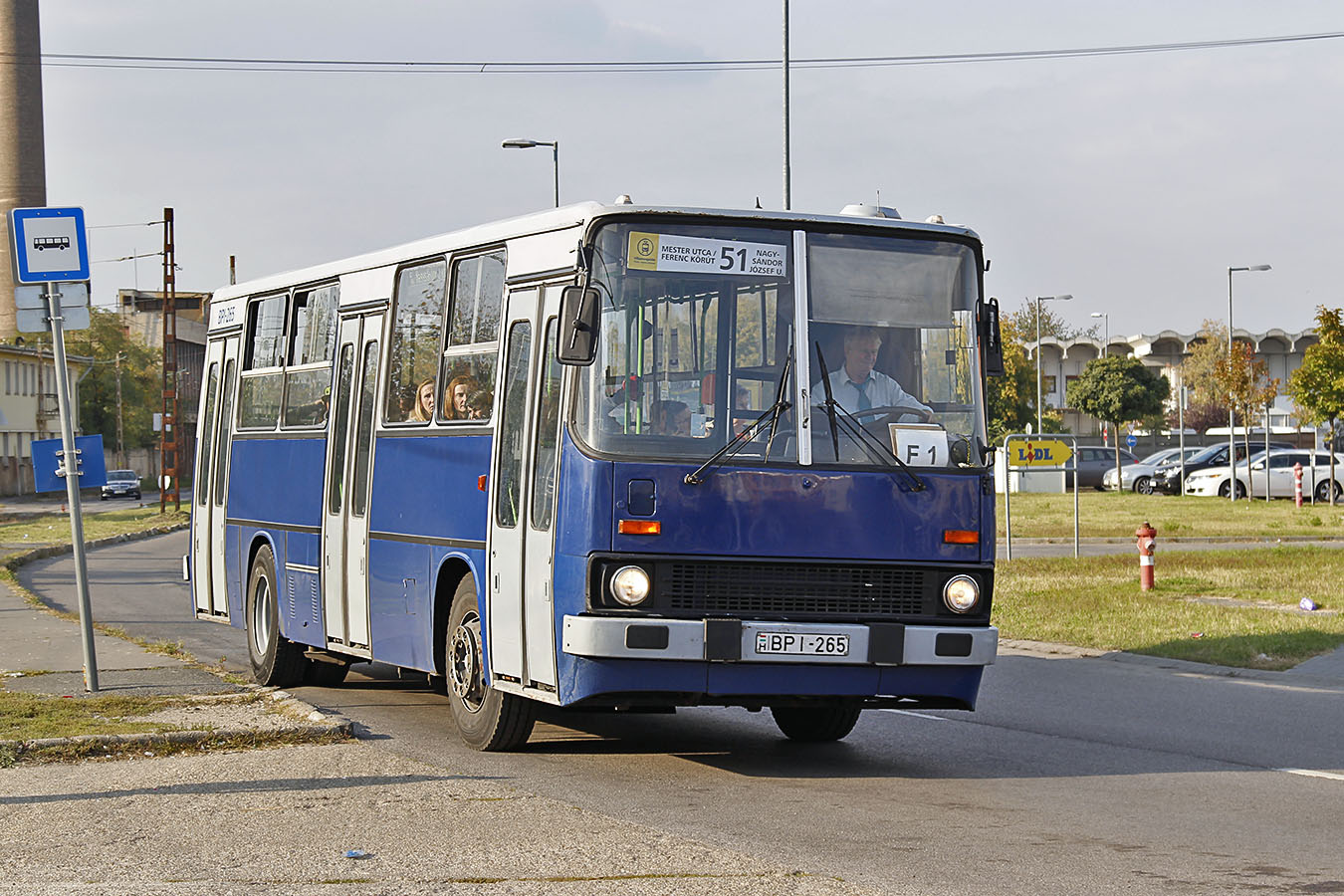
Ikarus 260-as villamospótló busz a Gubacsi úton
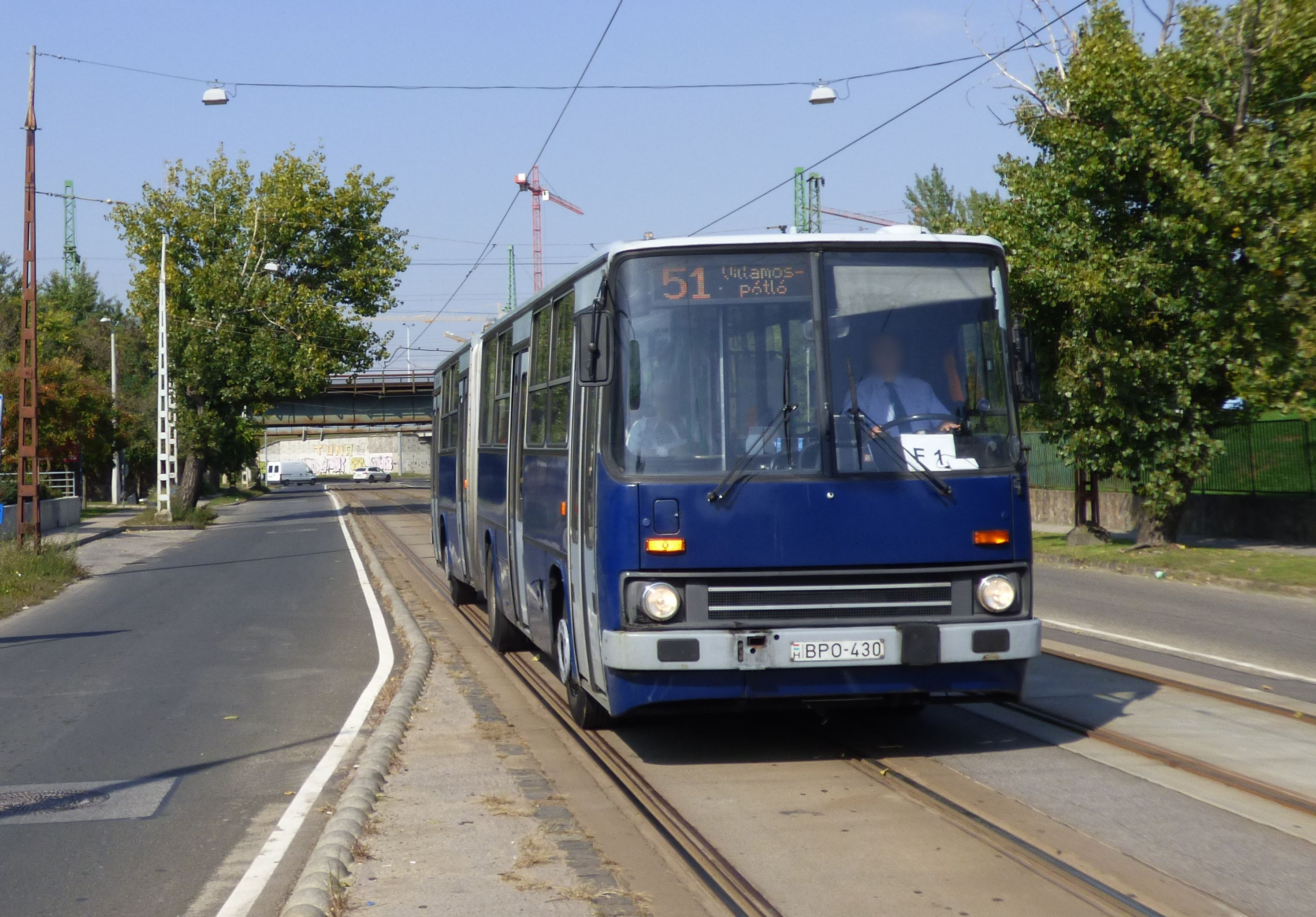
Ikarus 280-as villamospótló busz a Gubacsi úton